# Алина Плугару
Алина Плугару (на румънски: Alina Plugaru) е румънска порнографска актриса, родена на 18 декември 1987 г. в град Васлуй.
Дебютира в порнографската индустрия през 2005 г.

## Награди
- 2008: Награда на румънската еротична индустрия за най-добра румънска порноактриса.
- 2009: Награда на румънската еротична индустрия за най-добра румънска порноактриса.
- 2011: Награда на румънската еротична индустрия за най-добро шоу – „Еротични мечти“.